# Johan Fredrik von Nolcken
Johan Fredrik von Nolcken (ur. 30 grudnia 1737 w Stralsundzie, zm. 22 lutego 1809) – szwedzki dyplomata.

## Życiorys

### Pochodzenie
Jego ojcem był baron Erik Matthias von Nolcken (1694-1755) dyplomata szwedzki i min. ambasador Szwecji w Paryżu.
Nolckenowie ród  niemieckiego pochodzenia- przenieśli się z Rzeszy do państwa krzyżackiego (tj. Estonia) około XIV wieku, w XVI przeszli na luteranizm. Jeden z nich otrzymał od szwedzkiej królowej Krystyny Wazy (1632-1654) tytuł barona. Główne majątki rodzinne znajdowały się na wyspie Ozylia, ale von Nolckenowie posiadali też włości na Łotwie, w Estonii, Szwecji, Finlandii i Kurlandii. Linię szwedzką zapoczątkował właśnie ojciec Johana Fredrika baron Erik Matthias. Starszym bratem Johana był dyplomata Gustaf Adam von Nolcken (1733-1813)

### Ambasador w Rosji
Był w latach 1773–1788  ambasadorem Szwecji w Rosji, a w latach 1791–1794 przy dworze wiedeńskim. 15 marca 1773 przybył do Petersburga.
W 1780 roku powstała tzw. Liga Zbrojnej Neutralności wymierzona przeciw gwałceniu przez brytyjskie statki nietykalności okrętów państw neutralnych w wojnie W. Brytanii, przeciw jej koloniom w Ameryce i Francji. Pierwszym ogniwem ligi była konwencja rosyjsko-duńska 28 czerwca (kalendarz juliański)/ 9 lipca 1780 (kalendarz gregoriański). Kolejną konwencję 21 lipca/1 sierpnia 1780 podpisali w Petersburgu szwedzki ambasador Johan Fredrik von Nolcken i rosyjski kanclerz Iwan Ostermann.
Jesienią 1783 roku Gustaw III zlecił Nolckenowi rozpoczęcie rozmów w celu zawiązania sojuszu szwedzko-rosyjskiego. Rosjanie jednak dość szybko zorientowali się, że Szwedzi chcą sojuszu tylko po to by móc bezpiecznie uderzyć na Norwegię należącą do sprzymierzonej z Rosjanami Danii. Stosunki szwedzko-rosyjskie uległy pogorszeniu, aż 23 lipca 1788 roku Johan Fredrik von Nolcken złożył na ręce Katarzyny II oficjalną deklarację wojenną.
Do Szwecji powrócił w 1788 roku.

### Ambasador w Austrii
W sierpniu 1791 roku szwedzki wysłannik specjalny w  Wiedniu Axel von Fersen poskarżył się królowi Gustawowi III na to, że Nolcken, nie konsultuje z nim swych posunięć. Jednak, to właśnie Fersen zaproponował go na swego następcę jako szefa misji dyplomatycznej Szwecji w Wiedniu i poinstruował go by w rozmowie z austriackim kanclerzem Coblenzlem używał tych samych argumentów co on wcześniej. Stawka było pozyskanie Austrii do antyrewolucyjnej koalicji.
Na początku listopada 1791 Nolcken otrzymał od Gustawa III, wraz z innymi ambasadorami szwedzkimi,  rozkaz by próbowali zorganizować monarchów we wspólny front antyrewolucyjny i antyfrancuski. Gustaw III planował wówczas desant w Normandii. Cesarz Leopold II Habsburg wahał się jednak.
W marcu 1792 król nakazał by Nolcken postępował tak samo jak ambasador rosyjski w stolicy Austrii.